# Qamşar
Qamşar (persiska: قمصر) är en ort i Iran.   Den ligger i provinsen Esfahan, i den centrala delen av landet, 220 km söder om huvudstaden Teheran. Qamşar ligger 1 914 meter över havet och antalet invånare är 3 566.
Terrängen runt Qamşar är huvudsakligen kuperad, men åt nordväst är den bergig.Runt Qamşar är det ganska glesbefolkat, med 27 invånare per kvadratkilometer. Qamşar är det största samhället i trakten. Trakten runt Qamşar består i huvudsak av gräsmarker.